# Ангел Главев
Ангел Василев Главев е български офицер, бригаден генерал.

## Биография
Роден е на 2 юни 1953 г. в село Рельово, Самоковско. През 1972 г. завършва Техникума по механоелектроника „Никола Вапцаров“ в Самоков. В периода 30 август 1972 – 20 август 1976 г. завършва Висшето народно военно артилерийско училище в Шумен със специалност „Земна артилерия“. Службата си започва като командир на взвод в 46-а ракетна бригада в Самоков (1976 – 1982). От 1982 до 1985 г. е командир на стартова батарея в същата бригада. През 1987 г. завършва Военната академия „Георги Сава Раковски“, а през 2000 г. завършва генералщабен курс. Между 1987 и 1988 г. е началник на щаба на 2-ри ракетен дивизион на 46-а ракетна бригада. От 1988 до 1990 г. е командир на първи ракетен дивизион на 46 ракетна бригада в Самоков. В периода 1990 – 1992 г. е началник на Оперативно отделение на бригадата. От 1992 до 1998 г. е началник-щаб на бригадата. Между 1998 и 1999 г. е началник-щаб на 5абр в Самоков. Командир на 76-а ракетна бригада в Телиш (2000 – 2002). На 6 юни 2002 г. е назначен за командир на 4-та артилерийска бригада., като на 4 май 2005 и на 25 април 2006 г. е преназначен на тази длъжност, последното считано от 1 юни 2006 г. На 25 април 2003 г. е удостоен с висше военно звание бригаден генерал. На 21 април 2008 г. е освободен от длъжността командир на 4-та артилерийска бригада и назначен за командир на 2-ра лекопехотна бригада, считано от 1 юни 2008 г. На 1 юли 2009 г. е назначен за командир на 2-ра лекопехотна бригада. На 3 май 2010 г. е освободен от длъжността командир на 2-ра лекопехотна бригада. На 1 юни 2010 г. преминава в резерва на основание подаден от него рапорт.

## Образование
- Техникум по механоелектроника „Никола Вапцаров“, Самоков – 1972
- Висше военно артилерийско училище „Георги Димитров“ в София – 1972 – 1976
- Военна академия „Георги Раковски“ – 1985 – 1987
- Военна академия „Георги Раковски“, Генералщабен факултет – 1999 – 2000

## Военни звания
- Лейтенант-инженер (1976)
- Старши лейтенант-инженер (1979)
- Капитан-инженер (1983)
- Майор-инженер (1988)
- Подполковник-инженер (1993)
- Полковник-инженер (1997)
- Бригаден генерал-инженер (25 април 2003)